# خانه خادم‌الحسینی
خانه خادم الحسینی در زواره، میدان حسن‌آباد واقع شده و این اثر در تاریخ ۲۵ اسفند ۱۳۷۹ با شمارهٔ ثبت ۳۳۳۷ به‌عنوان یکی از آثار ملی ایران به ثبت رسیده است.